# 努瓦迪布灣省
努瓦迪布灣省（阿拉伯语：‎）是毛里塔尼亞西北部的一個省份，西臨大西洋，北鄰西撒哈拉。面積22,300平方公里，2000年估計人口79,516人。首府努瓦迪布。
下僅分1區，即努瓦迪布區。